# آلیس کینگ چتم
آلیس کینگ چتم (انگلیسی: Alice King Chatham; ۲۸ مارس ۱۹۰۸ – ۸ ژوئیهٔ ۱۹۸۹) یک مجسمه‌ساز و طراح آمریکایی بود که به نیروی هوایی ایالات متحده، ناسا و پیمانکاران آنها برای طراحی کلاه ایمنی، ماسک‌های اکسیژن و سایر تجهیزات حفاظت شخصی کمک می‌کرد. تجهیزاتی که او طراحی کرده هم بر روی انسان و هم در انواع آزمایشات حیوانی مورد استفاده قرار گرفته است. آلیس کینگ چتم در سال ۱۹۸۹ در ماریون، اوهایو درگذشت.

## حرفه
آلیس کینگ فارغ‌التحصیل مؤسسه هنر دیتون بود. در سال ۱۹۴۲، مقامات پایگاه نیروی هوایی رایت پترسون (WPAFB) در نزدیکی دیتون، اوهایو برای کمک به طراحی ماسک‌های تنفسی برای خلبانان با او تماس گرفتند. آنها به دنبال او بودند زیرا می‌خواستند شخصی با سابقه مجسمه‌سازی در طراحی نقش داشته باشد. او کار خود را در آزمایشگاه پزشکی ایرو در پایگاه نیروی هوایی رایت-پترسون آغاز کرد، جایی که به طراحی و ساخت اولین ماسک‌های تنفس تحت فشار موفق برای خلبانان هواپیماهای بالای ۲۰۰۰۰ فوت (۶۱۰۰ متر) کمک کرد. ماسک تحت فشار برای جلوگیری از غش کردن خلبانان در ارتفاع بالا مهم بود. کار او بر اساس طراحی قبلی دکتر جیمز پی هنری از دانشگاه کالیفرنیا که مشخصات مورد نیاز نیروی هوایی را برآورده نکرده بود، بهبود یافت. ماسکی که او ابداع کرد شامل کپسول هوای تحت فشار در اطراف گوش بود که به خلبانان اجازه می‌داد در ارتفاع ۵۵۰۰۰ فوتی (۱۷۰۰۰ متری) به مدت ۳۰ دقیقه کار کنند. این نشان‌دهنده پیشرفت قابل‌توجهی نسبت به ماسک هنری بود که کپسول گوش نداشت و خلبانان را تنها پس از ۱۵ دقیقه در ارتفاع ۴۰۰۰۰ فوتی (۱۲۰۰۰ متری) دچار درد می‌کرد.: 132–133 
کینگ به کار بر روی پروژه بل ایکس-۱ منصوب شد که منجر به موفقیت چاک ییگر در اولین پرواز تراصوتی شد. او طراحی کلاه ایمنی را برای استفاده از پلکسی سخت در اطراف گوش بهبود بخشید. این طرح در ارتفاع شبیه‌سازی شده ۱۰۶۰۰۰ فوت (۳۲۰۰۰ متر) مؤثر است. این پیشرفت‌ها در لباس‌های پرواز مدل S-1 ارتش در سال ۱۹۴۶ که توسط شرکت دیوید کلارک ساخته شده بود، گنجانده شد. ییگر گفت که برای این پرواز فقط یک لباس پرواز معمولی پوشیده است و نه یک لباس فشار. اطلاعات دقیق کمک‌های کینگ چتم در برنامه هواپیماهای ایکس نامشخص است.: 134 : 134–136 
به دنبال کار برای نیروی هوایی، کینگ چتم به همکاری با ناسا و پیمانکار آن شرکت هواپیماسازی داگلاس روی پروژه‌های برنامه فضایی ادامه داد. کار او برای برنامه فضایی همچنین شامل توسعه لباس‌های کشباف و یک تخت برای استفاده در فضا بود. در سال ۱۹۶۴، او در یک برنامه تلویزیونی برای گفتن حقیقت ظاهر شد و از او سوالاتی دربارهٔ تجربیاتش در طراحی‌های فضایی پرسیده شد. کینگ چتم تجربه طراحی خود را در برنامه فضایی، در علوم روزمره نیز به کار گرفت. او مؤسسه هنرهای پزشکی آلیس کینگ چتم را تأسیس کرد، شرکتی که تجهیزات فیزیولوژیکی را برای نیازهای انسانی و حیوانی در محیط‌های تحقیقاتی تولید می‌کرد.: 134 

## مرگ
آلیس کینگ چتم در ۸ ژوئیه ۱۹۸۹ در یک خانه سالمندان در ماریون، اوهایو درگذشت. کمی پیش از او شوهرش جاشوا دی چتم نیز درگذشته بود.